# Sebaldus van Neurenberg

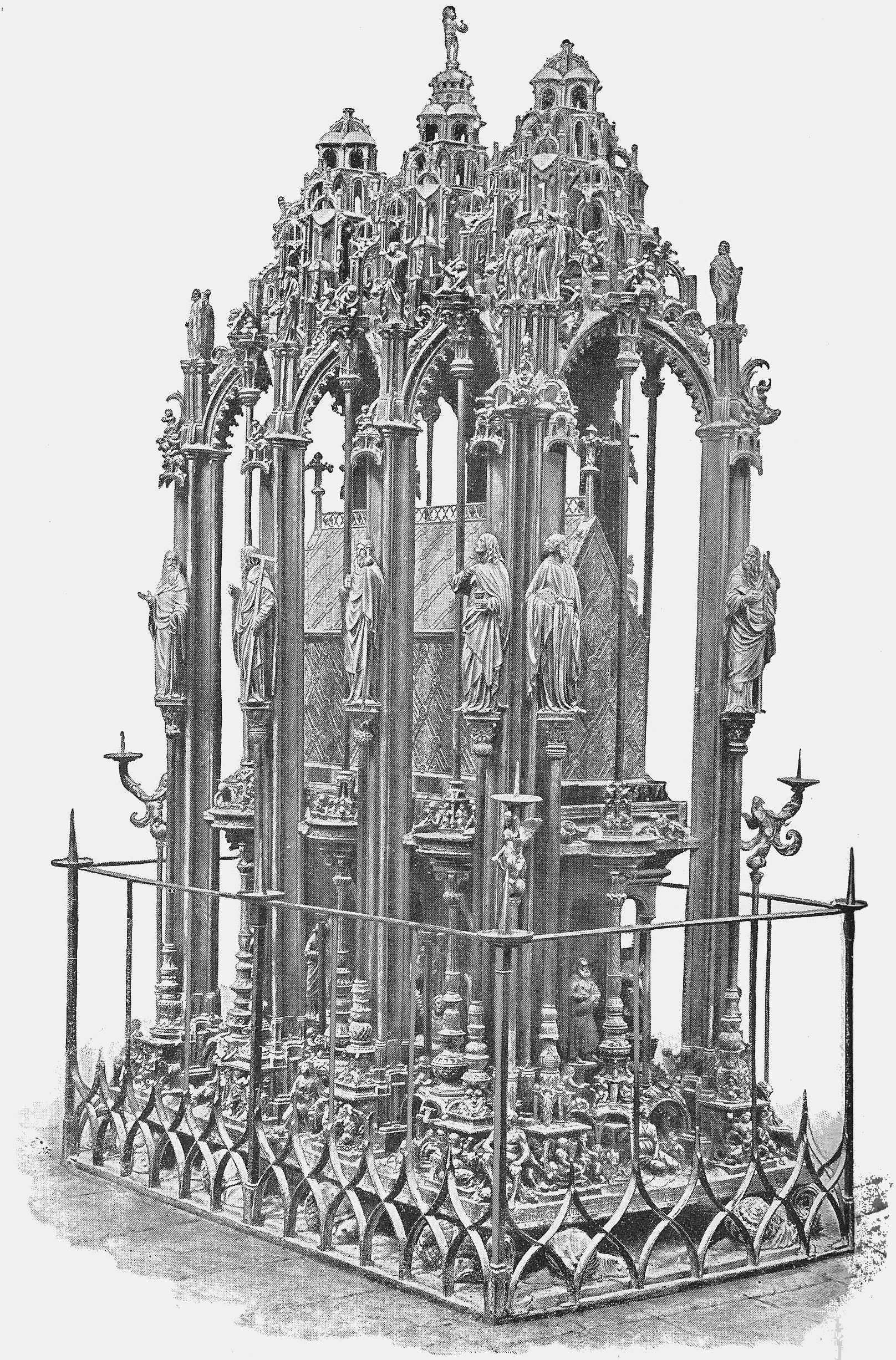
Monument ter nagedachtenis van Sebaldus van Neurenberg.

Sebaldus van Nürnberg leefde waarschijnlijk in de 8e eeuw als kluizenaar in de omgeving van 
Neurenberg. Volgens de legende was hij een Deens koningszoon, die zijn verloving met een Franse prinses verbroken had om na een bedevaart naar Rome als geloofsverkondiger te werken. Na zijn dood zou een ossenspan zijn lichaam naar de toenmalige Pieterskapel in Neurenberg gebracht hebben, waar hij bijgezet werd. Op zijn graf werd van 1223 tot 1274 de Sebalduskerk opgericht. Bedevaarten naar zijn graf droegen bij tot de bloei van de stad. Bijzonder aan het graf van  Sebaldus is dat het, als overblijfsel van een rooms-katholieke heilige, gelegen is in een evangelische kerk.
Sebaldus werd in 1425 door paus Martinus V heilig verklaard. Hij is de patroonheilige van de stad Neurenberg. Zijn feestdag wordt op 19 augustus gevierd. Hij wordt meestal afgebeeld met staf, rozenkrans en mosselschelp.